# Château de Lapanouse
Le château de Lapanouse est un ancien château construit sur la commune du même nom à proximité de Sévérac-le-Château dans l'Aveyron.

## Histoire
Il a été utilisé jusqu'au milieu du XIIIe siècle par la famille de Lapanouse[réf. nécessaire] avant qu'elle ne s'installe au château de Loupiac, sur la même commune.
Une enceinte avait été construite autour de ce château pour protéger le bourg. En 1376, des routiers anglais mirent le feu au faubourg à défaut d'avoir pu pénétrer dans le bourg.
En 1586, l'armée d'Anne de Joyeuse l'occupa durant la tentative de prise de Sévérac.
Le château a été détruit et n'existe plus de nos jours.